# 图斯航空
图斯航空（英語：Tus Airways）是一家总部位于塞浦路斯拉纳卡的航空公司，枢纽机场位于拉纳卡国际机场。该航空公司是在2015年塞浦路斯航空停止运营后第一家新成立的塞浦路斯航空公司。图斯航空于2015年6月成立，于2016年2月14日开始首个航班的运营，营运范围包括以色列、希腊和约旦。